# Chorizo a la sidra

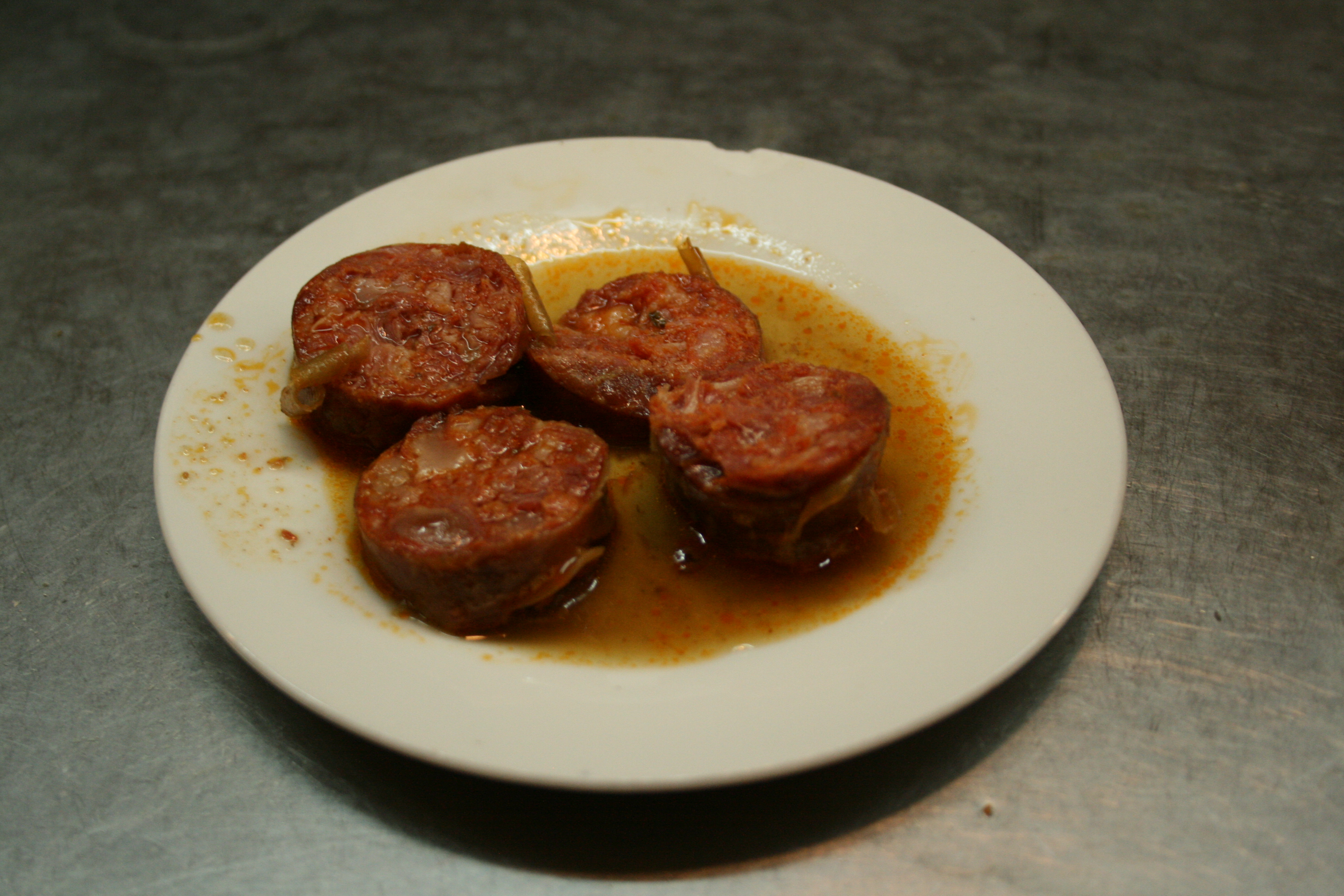
Tapa de chorizos a la sidra.

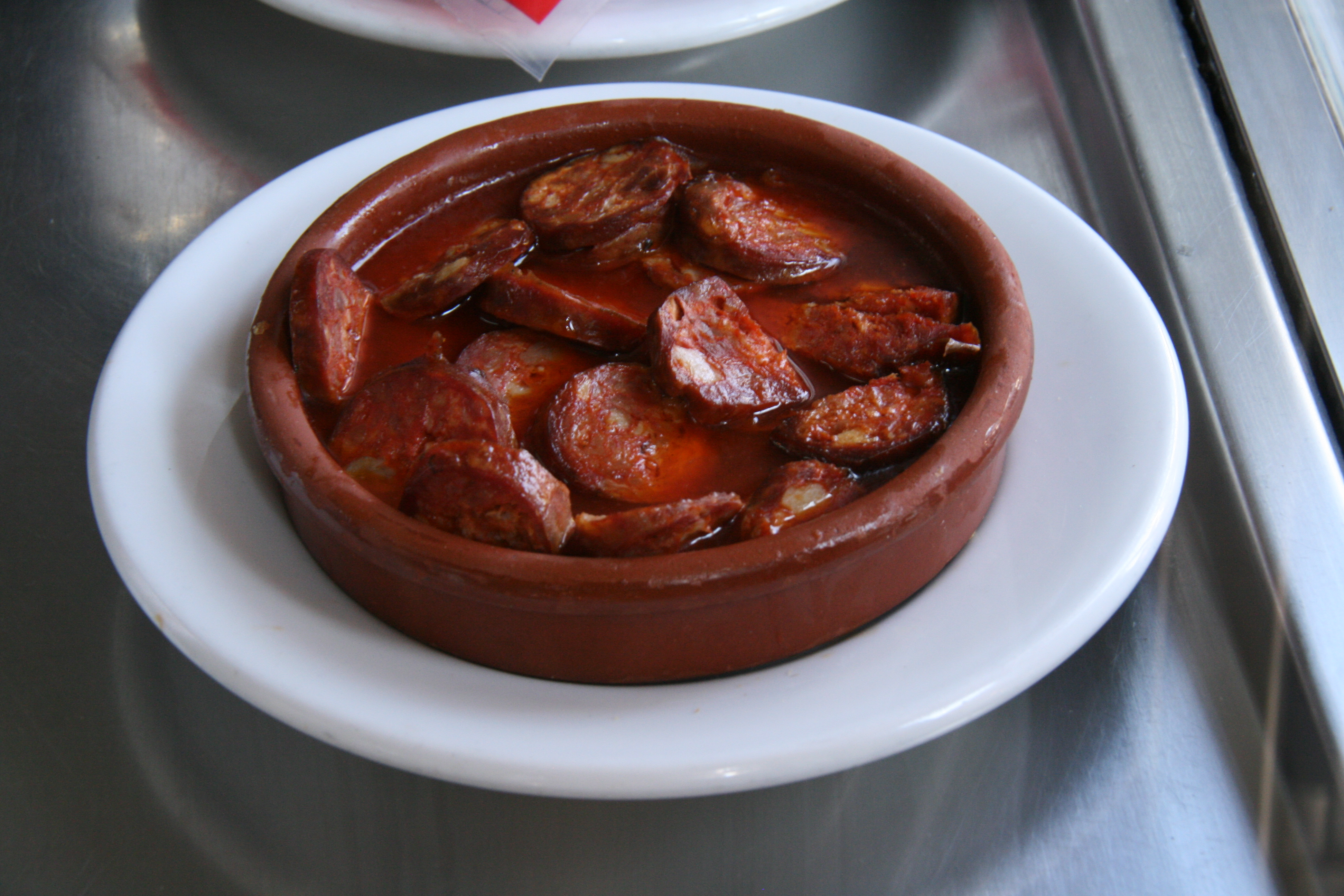
Cazuela de barro con sus rodajas de chorizo a la sidra.

El chorizo a la sidra es una preparación de la cocina asturiana en la que se cuecen chorizos asturianos (una variedad de chorizo) tras haber sido ligeramente asados. La cocción se realiza en sidra. Originariamente de Asturias, es un plato que se sirve caliente como tapa y que por popular se ha extendido en la cocina española (como puede ser la madrileña). Es frecuente que sea servido en algunos bares como aperitivo en cazuela de barro, siendo acompañado por bebidas típicas como la sidra, vino o cerveza. 

## Características
El chorizo empleado en la elaboración se caracteriza por ser asturiano, que por su naturaleza es un chorizo curado al humo. Se suele asar y posteriormente se corta en rodajas de medio centímetro de grosor, cociéndose en sidra hasta que ablanda ligeramente. A veces, el asado no se realiza y se cuece solamente. Tras esta operación, se sirve caliente en un plato o, tradicionalmente, en cazuela de barro, con un ligero caldo aguado en el que se mezclan la grasa del chorizo y la sidra. Es ideal para ser consumido con sidra o vino, y a veces suele acompañarse de unas patatas cocidas. 